# 華麗なる週末
『華麗なる週末』（かれいなるしゅうまつ、原題：The Reivers）は、1969年に製作されたスティーブ・マックイーン主演のアメリカ映画。ウィリアム・フォークナーの小説「自動車泥棒」の映画化。

## あらすじ
1905年、ミシシッピ州ジェファースン、11歳の少年ルーシアス（ミッチ・ボーゲル）の祖父（ウィル・ギア）が町で最初の自動車を購入。ボスの使用人であり、ルーシアスの年長の友であるブーン（スティーブ・マックイーン）がその車の世話を任された。
ある時、ルーシアスの母方の叔父が亡くなり、一家は葬式に参列するため家を明ける事になった。一行を駅へ送っての帰り、ブーンは急にテネシー州のメンフィスへドライブへ行こうと提案。ルーシアスはブーンに説得されやむなく同意し、黒人のネッド（ルパート・クロス）と共にメンフィスへと向かった。わずか4日間の旅の中で、ルーシアスは心優しい娼婦や黒人など、様々な人々と出会い、また人生の裏面をも知り、成長してゆく。

## 出演
※括弧内は日本語吹替（初回放送1980年11月10日『月曜ロードショー』）
- ブーン：スティーヴ・マックイーン（城達也）
- コリー：シャロン・ファレル
- ルーシアス：ミッチ・ボーゲル
- ネッド：ルパート・クロス
- 祖父（ボス）：ウィル・ギア（藤本譲）
- ナレーター：バージェス・メレディス
- フィービー：ダイアン・ラッド

## エピソード
ミシシッピ州の小都市が舞台だが実際のロケは原作者のフォークナーの故郷ミシシッピ州キャロルトンで行われた。
クライマックスの競馬シーンはカリフォルニア州ディズニー牧場で行われた。